# Pregrada
Pregrada est une ville et une municipalité située dans la région de Hrvatsko Zagorje et dans le comitat de Krapina-Zagorje, en Croatie. Au recensement de 2001, la municipalité comptait 7 165 habitants, dont 98,98 % de Croates, et la ville seule comptait 1 654 habitants.

## Localités
La municipalité de Pregrada compte 26 localités : 
| - Benkovo - Bregi Kostelski - Bušin - Cigrovec - Donja Plemenšćina - Gabrovec - Gorjakovo - Gornja Plemenšćina - Klenice - Kostel - Kostelsko - Mala Gora - Marinec | - Martiša Ves - Pavlovec Pregradski - Pregrada - Sopot - Stipernica - Svetojurski Vrh - Valentinovo - Velika Gora - Vinagora - Višnjevec - Vojsak - Vrhi Pregradski - Vrhi Vinagorski |